# Noctiluca
La noctiluca (del latín nox, noctis, noche + lūcēre, brillar) es un organismo unicelular marino que la biología incluye dentro del género de los protistas dinoflagelados, dentro de la clase Noctiluciphyceae y el orden de los Noctilucales.
Posee dos flagelos heterocontos en el sulcus y el cíngulo. Las células que componen a este protozoo son vesiculosas, frecuentemente vacuolizadas, y tanto los flagelos como los surcos son rudimentarios. Presenta asimismo un tentáculo móvil que usa para capturar presas.

## Simbiosis
En ocasiones presenta adheridas algas simbióticas. Estas algas tienen una enzima que, cuando reacciona con oxígeno, provoca un destello de luz bioluminiscente, de la que el organismo recibe su nombre.
Noctiluca scintillans está relacionado simbióticamente a Pedinomonas noctilucae, un alga verde Pedinophyceae, la cual puede situarse internamente o estar adherida externamente.

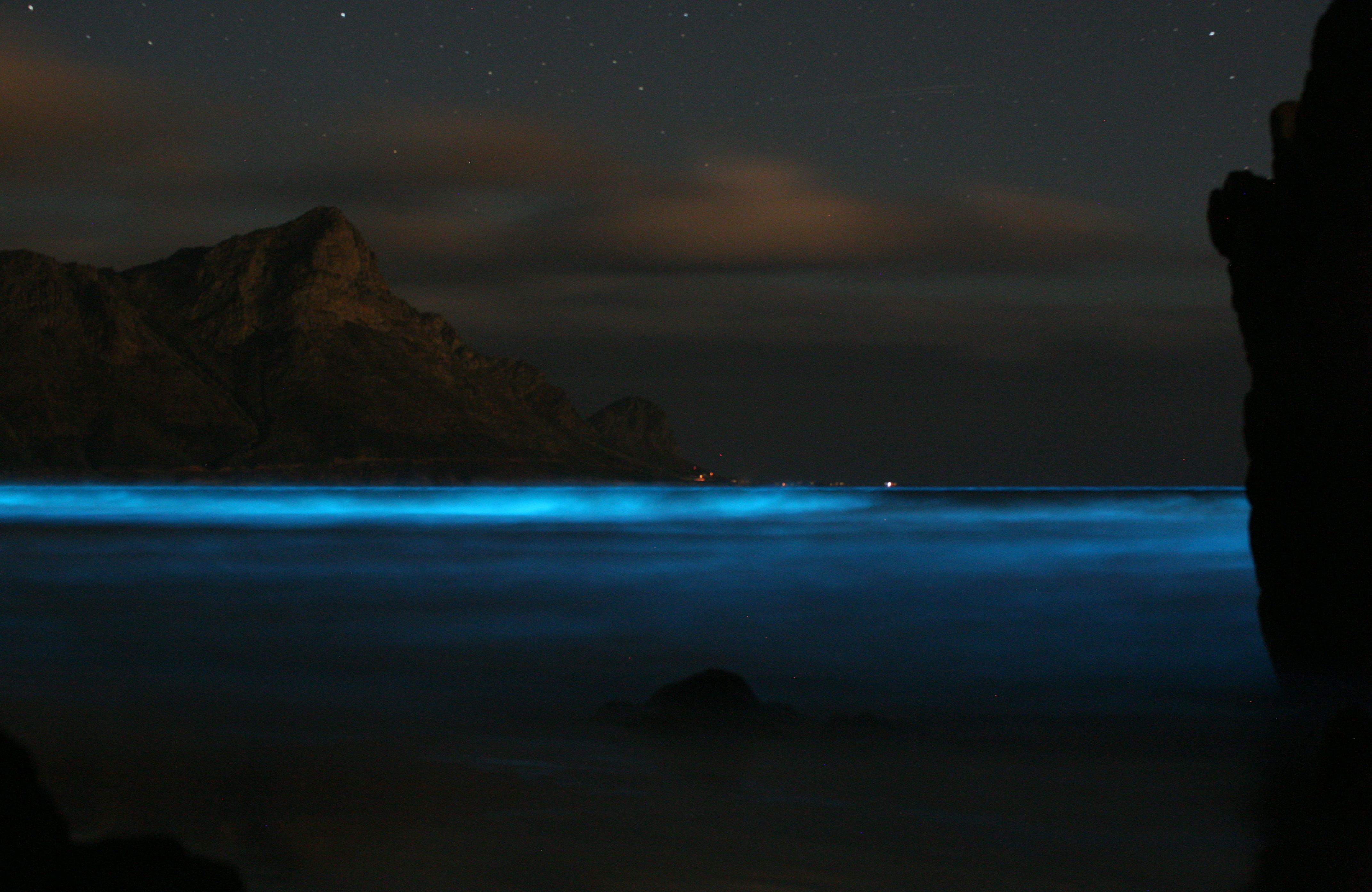
Una población de dinoflagelados (Noctiluca sp.) Convierte el océano en un color azul brillante debido a la bioluminiscencia producido por estos mismos.